# SN 1000+0216
SN 1000+0216 是一顆位於六分儀座，發生在2006年6月至11月之間，極其遙遠的超亮超新星（SLSN）。它的峰值遠紫外絕對星等達到-21.5，超過了其宿主星系的總絕對星等。這顆超新星的距離（紅移z=3.8993 ± 0.0074）使其成為截至2012年觀測到的最遙遠的超新星。SN 1000+0216的光度在幾年內緩慢演變，直到2008年11月仍可探測到。高光度和緩慢衰變都表明這顆超新星的祖先是一顆非常大的恆星。 超新星爆炸本身很可能是不穩定對超新星或脈動不穩定對超新星，類似於SN 2007bi事件。 它與低紅移SN 2006gy超新星也有一些相似之處。總而言之，SN 1000+0216的分類仍不確定。

## 外部連結
- Light curves 的存檔，存档日期2017-10-22. on the Open Supernova Catalog （页面存档备份，存于）
- 12 Billion-Year Old Supernova Discovered by Astronomers （页面存档备份，存于）
- Elemental origins glimpsed in 12 billion year old supernova （页面存档备份，存于）